# Gerswind
Gerswind war eine aus Sachsen stammende Konkubine Karls des Großen. 
Gerswind wird in Einhards Schrift Leben Karls des Großen als „Gerswind, von sächsischem Geschlecht, die ihm eine Tochter Adaltrud (...) gebar“ erwähnt. Mehr ist von ihr nicht bekannt. 
Nach dem Schriftsteller Gerd Treffer soll Gerswind eine Tochter des sächsischen Herzogs Widukind gewesen sein. Für diese Spekulation gibt es keinerlei Anhaltspunkt. Ferner nennt er, gleichfalls unbelegt, als Geburtsjahr Gerswinds „um 782“ und als ihr Todesjahr „um 829“. 